# Daniel Collins
Pour les articles homonymes, voir Collins.
Daniel Collins, né le 7 octobre 1970 à Sydney, est un kayakiste australien pratiquant la course en ligne.

## Palmarès

### Jeux olympiques
- Médaille de bronze aux Jeux olympiques d'été de 1996 à Atlanta en K-2 500m avec Andrew Trim.
- Médaille d'argent aux Jeux olympiques de 2000 à Sydney en K-2 500m avec Andrew Trim[1].